# Henri Auger
Pour les articles homonymes, voir Auger.
Henri Marie Joseph André Auger, né le 29 mars 1883 à Montmédy dans la Meuse et mort à la guerre à l'âge de 32 ans le 6 mars 1916 à Montzéville dans le même département, est un missionnaire français des missions étrangères de Paris.

## Biographie
Henri Auger n'a presque pas habité dans son village d'origine. Il doit en effet suivre son père, officier du génie, qui se déplace de garnison en garnison. Henri Auger séjourne et fait ses études successivement à Belfort, Arras, Angers et Avignon, puis entre au séminaire d'Issy, où il étudie la philosophie pendant deux ans. Il fait alors son service militaire à Avignon sous les ordres de son père, puis passe encore une année à Saint-Sulpice, où il reçoit les ordres mineurs le 30 juin 1906.
Quelques mois plus tard, le 20 septembre 1906, il est admis à sa demande au séminaire des missions étrangères. Ordonné sous-diacre le 21 décembre 1907, diacre le 14 mars 1908, prêtre le 4 avril 1908, il part pour Hakodate au Japon le 18 novembre suivant. À son arrivée en mission, il est envoyé d'abord à Sendai pour y étudier la langue japonaise et s'initier au travail pastoral. Puis le père Berlioz l'appelle près de lui pour surveiller les travaux de reconstruction de la cathédrale de Hakodate, incendiée trois ans auparavant. Au mois de juillet 1910, il est envoyé à Asahigawa, dans le nord de l'île de Hokkaido. Cette ville de fondation récente compte alors 60 000 habitants, et la paroisse, fondée en 1904, ne compte encore que quelques familles catholiques. Auger demeure ordinairement à Asahigawa, mais de temps en temps il est appelé par ses confrères missionnaires qui désirent mettre à profit ses connaissances en architecture. C'est ainsi qu'il apporte son aide pour la construction de chapelles à Wakamatsu, Hachinohe et Otaru. Au mois de juillet 1913, il est nommé responsable de la paroisse de Hirosaki, mais il ne peut rester longtemps à ce service.
Quand éclate la Première Guerre mondiale, l'année suivante, il est mobilisé. Il quitte le Japon au mois d'août 1914 et est incorporé dès son arrivée en France comme sapeur-mineur au 7e régiment du génie. Puis à sa demande, il est affecté, en octobre 1914, comme brancardier-aumônier bénévole au 7e régiment du génie. Il participe alors à diverses actions à Verdun, en Argonne, en Artois et en Champagne. Blessé à Angres, en mai 1915, il se fait soigner puis repart au front. Il est tué d'un éclat d'obus le 6 mars 1916 à Montzéville près de Verdun. 
Il est cité en 1915 à l'ordre de la Division pour son courage et son dévouement, il va encore être décoré, à titre posthume, de la médaille militaire avec palme, le 24 mars 1920.

## Distinctions
- Médaille militaire (1920)

## Sources
1. ↑  Fiche Mémoire des hommes